# Ulla Hoffmann
Ulla Margareta Hoffmann, född 31 mars 1942 i Solna, är en svensk politiker (vänsterpartist), som var riksdagsledamot 1994–2006, invald för Stockholms kommuns valkrets. Hon har varit ledamot i Vänsterpartiets partistyrelse och 2003–2004 var hon tillförordnad partiordförande sedan Gudrun Schyman avgått till dess Lars Ohly tillträdde 2004.
I oktober år 2015 började Ulla Hoffmann skiva krönikor för den socialistiska veckotidingen Flamman.

## Som partiledare
Hoffmann blev tillförordnad partiledare efter Gudrun Schymans avgång i januari 2003. Hoffmann ledde partiet under folkomröstningen om införande av euron i Sverige 2003, som blev en seger för nejsidan vilken Vänsterpartiet tillhörde.

## Pensionsfrågan
Ulla Hoffmann har skrivit boken Som en skänk från ovan – Politiken bakom pensionssveket. Hoffmann var medlem i den grupp som regeringen utsåg att ta fram ett förslag till nytt pensionssystem. I boken skildrar hon hur beslutet att reformera pensionssystemet drevs igenom. Hon kritiserar hårt det nya pensionssystemets tillkomst.

## Uppdrag i riksdagen
- Ledamot i Socialförsäkringsutskottet 1994–2003 och 2004–2006
- Ledamot i Utrikesnämnden 20 februari 2003–5 maj 2004
- Suppleant i Socialförsäkringsutskottet 2003–2004
- Suppleant i Bostadsutskottet 13 oktober 1998–30 september 2002
- Suppleant Finansutskottet 18 oktober 1994–4 oktober 1998